# Seznam polských fotografek
Toto je seznam polských fotografek které se v Polsku narodily nebo jejichž díla jsou s touto zemí úzce spojena. Seznam je seřazený podle abecedy.

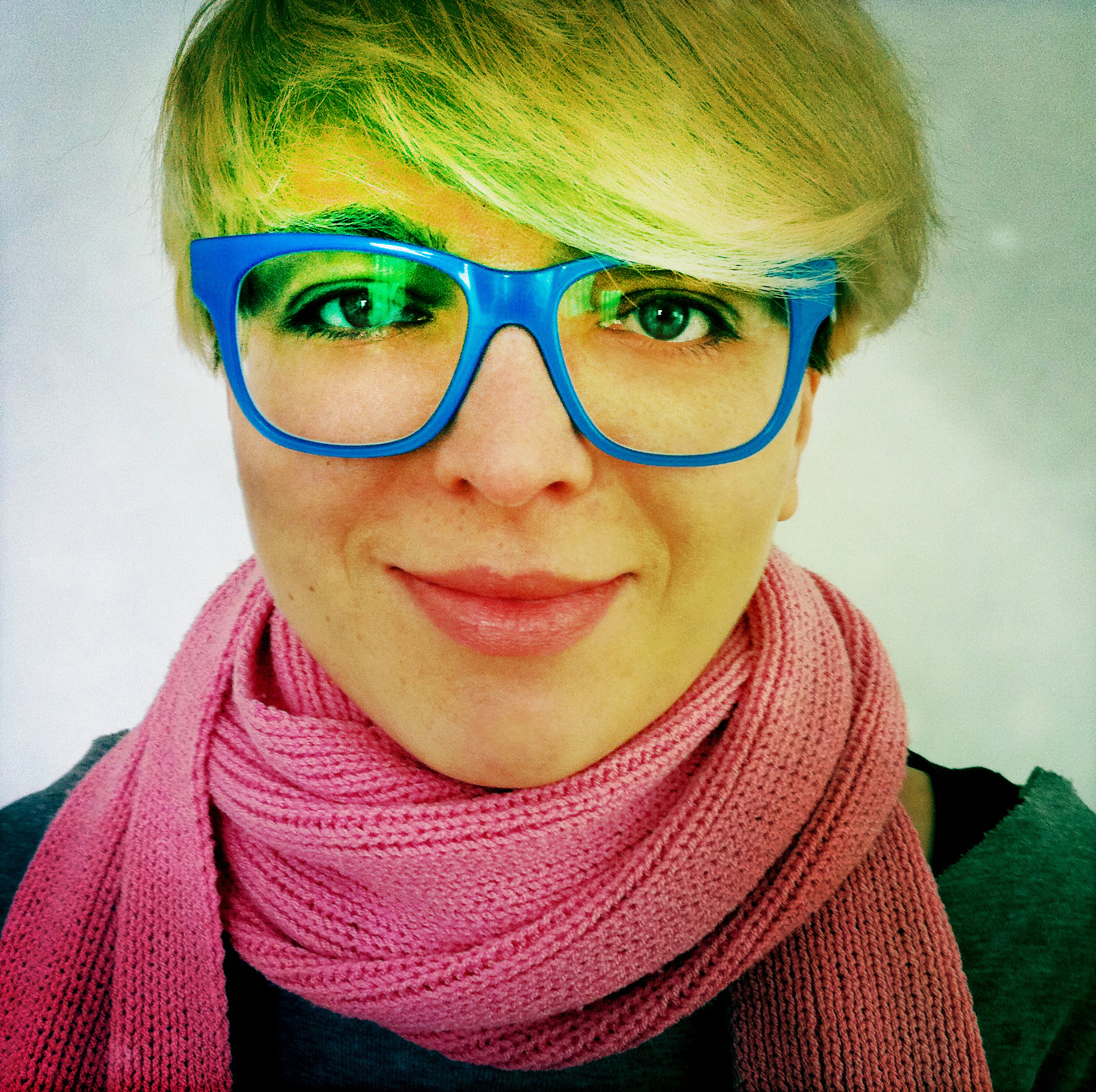
Karolina Breguła (* 1979), současná multimediální umělkyně, režisérka a akademička

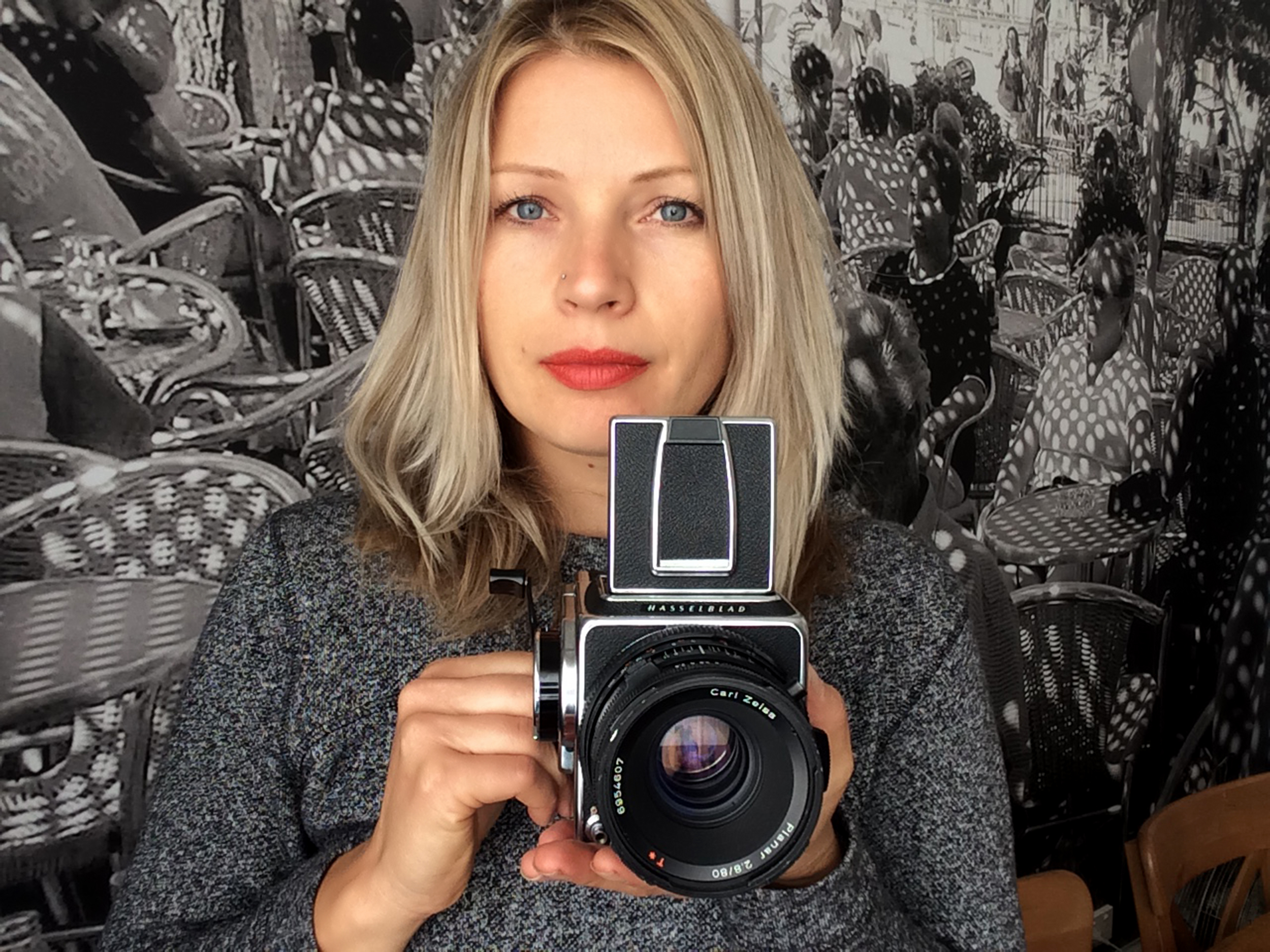
Aldona Kmieć‎

## A
- Anita Andrzejewska (* 1970)
- Ewa Andrzejewska (1959–2017)
- Małgorzata Apathy (1936–2005), umělecká fotografka, členka Slezského okresu Svazu polských uměleckých fotografů a Katowické fotografické společnosti

## B
- Leokadia Bartoszko (* 1943)
- Agnieszka Bałut (* 1965)
- Inez Baturo‎ (* 1966)
- Anna Baumgartová (* 1966), vizuální umělkyně, fotografka, představitelka kritického a feministického umění
- Anna Bedyńska (* 1975), fotografka a dokumentaristka. Vítězka polských a mezinárodních fotografických novinážských soutěží, včetně World Press Photo (2013).
- Anna Beata Bohdziewiczová (* 1950), fotografka, publicistka a kurátorka výstav, fotoreportérka Tygodnik Powszechny, Gazeta Wyborcza, Gazeta Wyborcza, The Independent, Zeszyty Literackie, Konteksty, online magazín Fototapeta. Žije a pracuje ve Varšavě.
- Karolina Breguła (* 1979), současná multimediální umělkyně, režisérka a akademička, produkuje fotografie, filmy, instalace a umělecké akce v městském prostoru
- Anna Brzezińska-Skarżyńska (* 1958), fotografka, redaktorka, kurátorka výstav a členka poroty fotografických soutěží
- Maria Budzanowska (1930–1988)
- Iwona Burdzanowska (* 1960), fotoreportérka, novinářka, Gazeta Wyborcza, vedoucí fotografického oddělení, fotoeditorka, autorka akcí a divadelních fotografií; žije v Lublinu
- Gabi Buzek (* 1979), výtvarná umělkyně, malířka, fotografka, odborná asistentka na Fakultě průmyslových forem Akademie výtvarných umění Jana Matejky v Krakově

## C

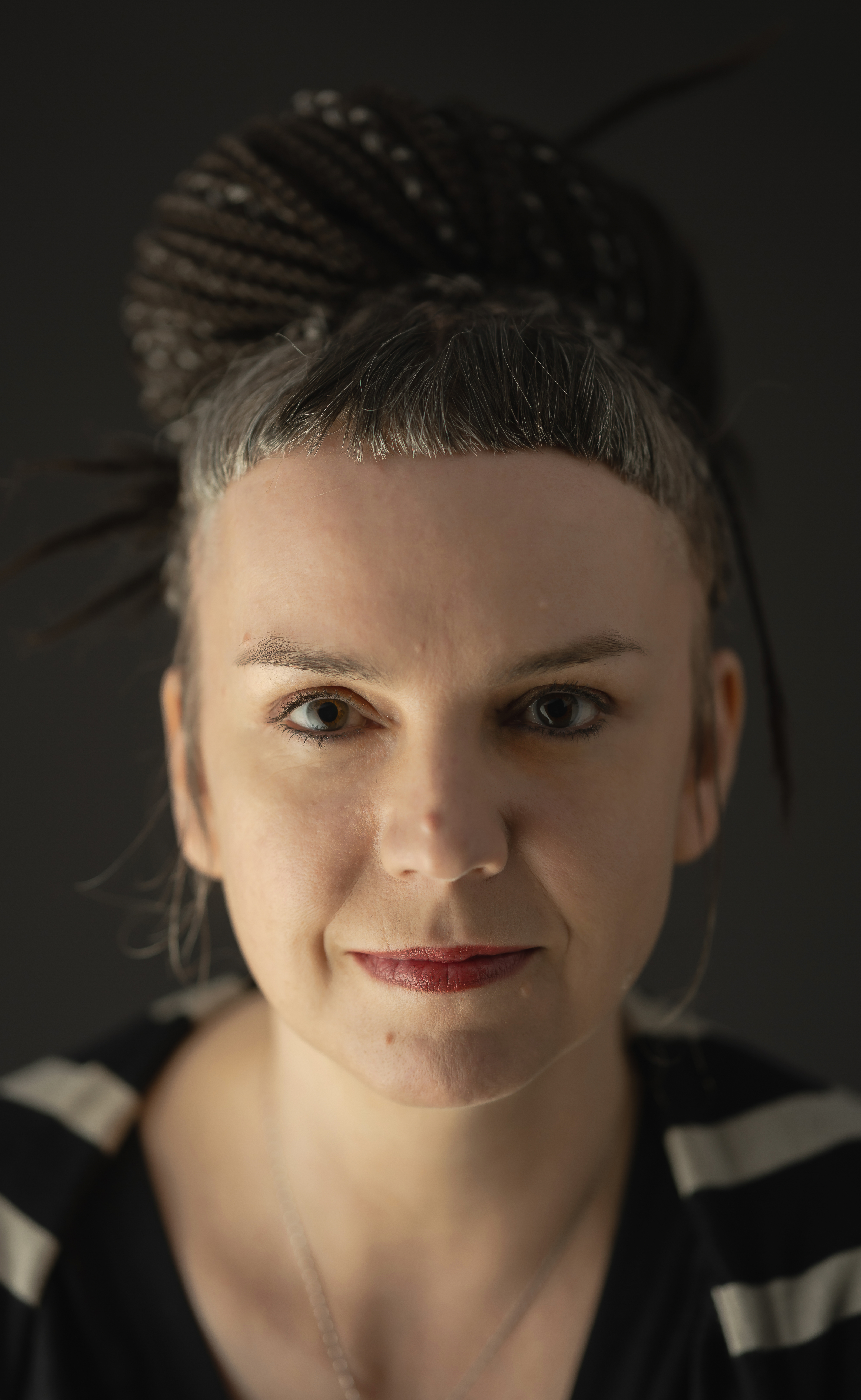
Marta Eloy Cichocka (* 1973), básnířka a fotografka

- Tatiana Czekalska‎ (* 1966), současná umělkyně, fotografka, sochařka a módní návrhářka
- Marta Eloy Cichocka (* 1973), básnířka a fotografka, učitelka španělštiny, překladatelka, propagátorka kultury, habilitovaná badatelka v literatuře
- Monika Czarska (* 1978), malířka, grafička, fotografka, autorka knižních obálek a akademická pedagožka

## D
- Danuta Dąbrowska (* 1959), multimediální umělkyně, fotografka, autorka obrazů, instalací a fotoseriálů; pedagožka
- Marta Deskurová (* 1962), fotografka a vizuální umělkyně
- Małgorzata Dołowska (* 1959), umělkyně a fotografka, prezidentka Fotoklubu Polské republiky
- Patrycja Dołowy‎ (* 1978) spisovatelka, společenská aktivistka a multimediální umělkyně
- Kinga Dunikowska‎ (* 1974), umělkyně, zabývající se kreslením, sochařským uměním, instalacemi, fotografií a výtvarným filmem
- Maria Dzierżyńska (1938–2018), historička umění, fotografka, autorka recenzí a článků o umění

## E
- Monika Ekiert-Jezusek‎ (* 1971), konceptuální umělkyně a fotografka
- Irena Elgasová-Markiewiczová (1921–2019), výtvarnice, reportážní fotografka, dokumentaristka, členka Svazu polských uměleckých fotografů, dokumentace hradů

## F
- Ewa Faryaszewska‎ (1920–1944), malířka a fotografka, desátnice Zemské armády, autorka barevných fotografií z Varšavského povstání
- Barbara Falender (* 1947), sochařka a fotografka

## G
- Irena Gałuszka (* 1949)
- Antonina Garnuszewska (1919–2018)
- Teresa Gierzyńska (* 1947)

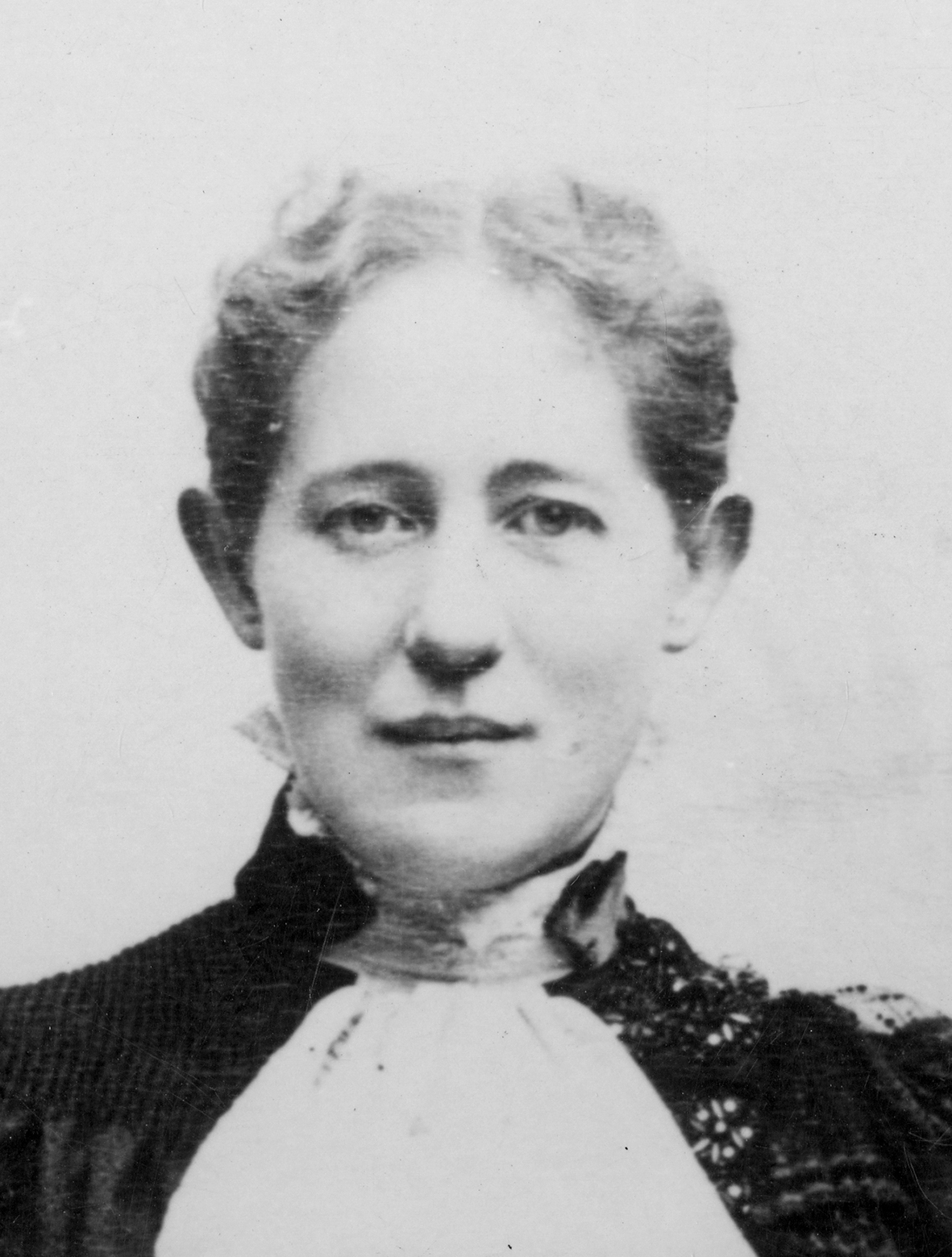
Jadwiga Golcz‎ová (1866–1936), zakladatelka Varšavské fotografické společnosti

- Jadwiga Golcz‎ová (1866–1936), zakladatelka Varšavské fotografické společnosti (Towarzystwo Fotograficzne Warszawskie), v roce 1898 začala vydávat vlastní časopis věnovaný fotografii, nazvaný Światło
- Krystyna Gorazdowska (1912–1998)
- Louisa Gouliamaki (* 1968), fotožurnalistka u Evropské agentury Pressphoto v Aténách. V letech 1997–2000 fotografovala balkánskou krizi a válku v Kosovu. Od roku 2005 spolupracuje s Agence France-Presse.
- Anna Góra-Klauzińska (* 1979)
- Barbara Górniak (* 1962)
- Marta Gryniewicz (* 1976)
- Aneta Grzeszykowska (* 1974), multimediální umělkyně a fotografka

## H
- Marta Handschke (* 1972), umělkyně zabývající se fotografií, grafikou, literaturou a hudbou
- Helena Hartwigová (1910–1998), umělecká fotografka, portréty v ateliéru, její tchán Ludwik Hartwig a také manžel Edward Hartwig byli oba fotografové
- Joanna Helanderová‎ (* 1948), fotografka, režisérka dokumentárních filmů, spisovatelka a překladatelka, dokumentarista každodenního života v Polskum, představitelů polské kultury, žije a pracuje v Göteborgu a Krakově
- Wanda Herse (1885–1954), horolezkyně, fotografka krajin a hor, nezávislá ekonomická a sociální aktivistka
- Magdalena Hlawacz (* 1976)
- Marzena Hmielewiczová (* ?), fotografka a fotoreportérka, National Geographic, Financial Times, Newsweek, Polityka, Wysokie Obcasy nebo Duży Format
- Janina Hobgarska (* 1951)
- Halina Holas-Idziakowa (1916–2014)
- Magda Hueckel (* 1978)

## Ch
- Joanna Chlebowska-Krause‎ (* 1975), polsko-německá malířka a fotografka, maluje a fotografuje převážně koně
- Zofia Chomętowska (1902–1991), umělecká fotografka ze šlechtického rodu, dokumentární fotografie, Varšavské povstání, pohraničí, spoluorganizátorka výstavy Warszawa oskarża (Varšava obviňuje, 1945), první poválečné polské fotografické výstavy vystavené v Národním muzeu ve Varšavě
- Anna Chojnacka (1914–2007)
- Maria Chrząszczowa (1913–1979), umělecká a dokumentární fotografka a členka Svazu polských uměleckých fotografů, fotografie architektury, dokumentace zničené poválečné Varšavy, Vratislavi, Jelení Hory, koncentračního tábora Osvětim

## J
- Elżbieta Jabłońska (* 1970)
- Alina Jackiewicz-Kaczmarek (* 1953)
- Natalia Jaskula (* 1974), polská fotografka se sídlem v Paříži
- Elżbieta Janicka‎ (* 1970)
- Irena Jarosińska-Małek (1924–1996), výtvarnice, fotografka, fotoreportérka, členka varšavského obvodu Svazu polských uměleckých fotografů, jedna z prvních žen v Polské lidové republice pracující jako fotoreportérka
- Karolina Jonderko (* 1985), fotografka, členka agentury Napo Images

## K

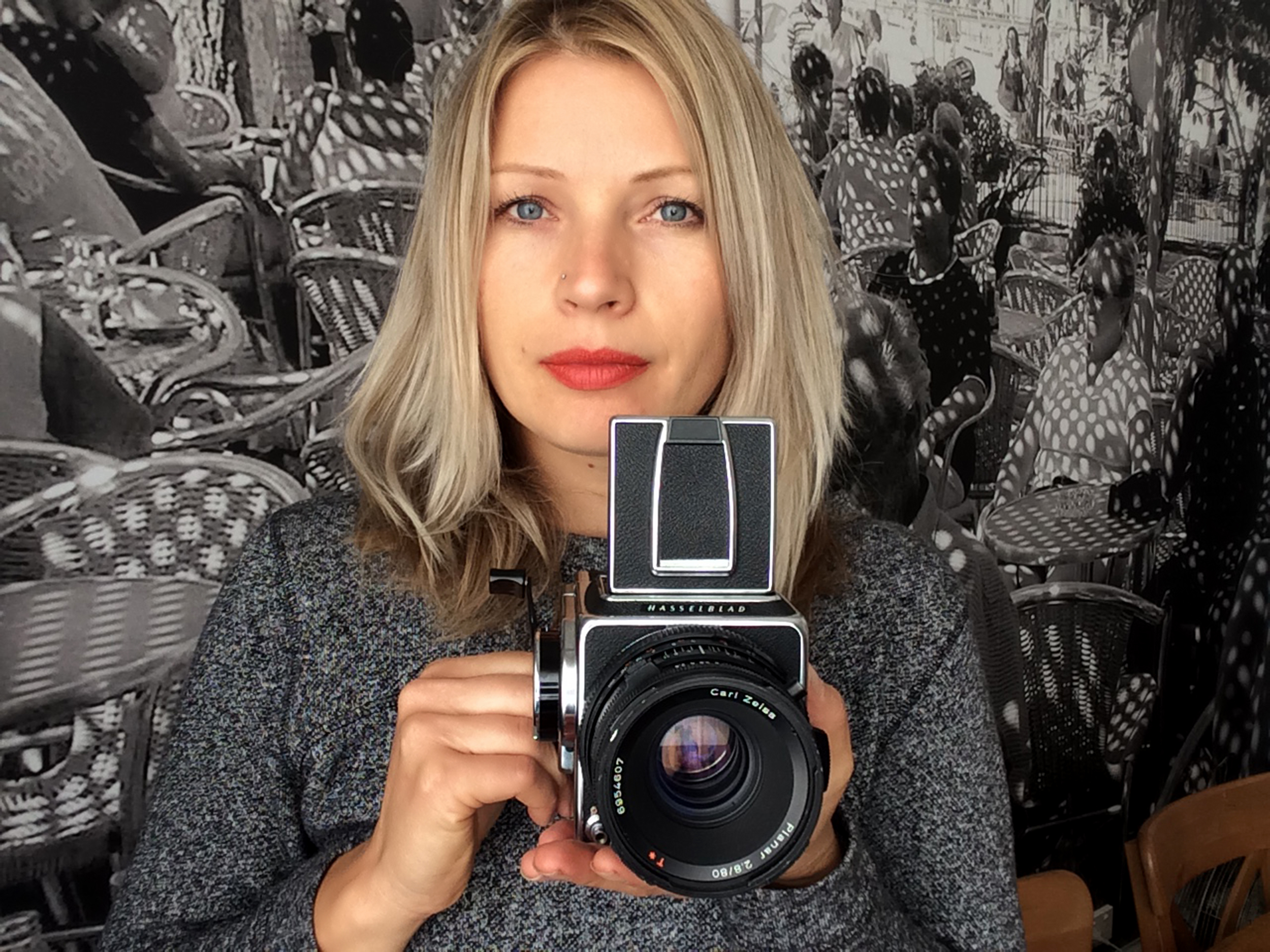
Aldona Kmieć‎ (* 1977)

- Aleksandra Kaczkowska (* 1974), hudební novinářka, televizní moderátorka, fotografka, kameramanka a grafička
- Tana Kaleya (1939–2015), polská a francouzská režisérka, scenáristka a fotografka známá mužskými akty zobrazujícími osobnosti z uměleckého světa 70. a 80. let 20. století.
- Maria Kietlińska (1888–1966), umělecká fotografka, dokument, krajiny, členka Svazu polských uměleckých fotografů, členka Polské fotografické společnosti a členka Varšavské fotografické společnosti
- Agnieszka Kłos‎ová (* 1970–1980), spisovatelka, umělecká kritička a fotografka
- Aldona Kmieć‎ (* 1977), polsko-australská umělkyně, fotografka, esejistka; od roku 2004 v exilu, do roku 2009 ve Velké Británii, poté v Austrálii, Queenslandu a Victorii; portrétní, streetová a dokumentární fotografie.
- Helga Kohlová (* 1943), polská fotografka působící v Namibii
- Georgia Krawiecová‎ (* 1972), německo-polská fotografka
- Zofia Kuliková (* 1947, sochařka, fotografka a performerka, fotokoláže, problematika moci, totality a genderových vztahů; shromáždila archiv materiálů týkajících se polské neoavantgardy
- Irena Kummant-Skotnicka (1924–2003), účastnice Varšavského povstání, styčná důstojnice, zdravotní sestra a fotografka
- Dorota Kycia‎ (* 1962)

## L
- Diana Lelonek‎ (* 1988)

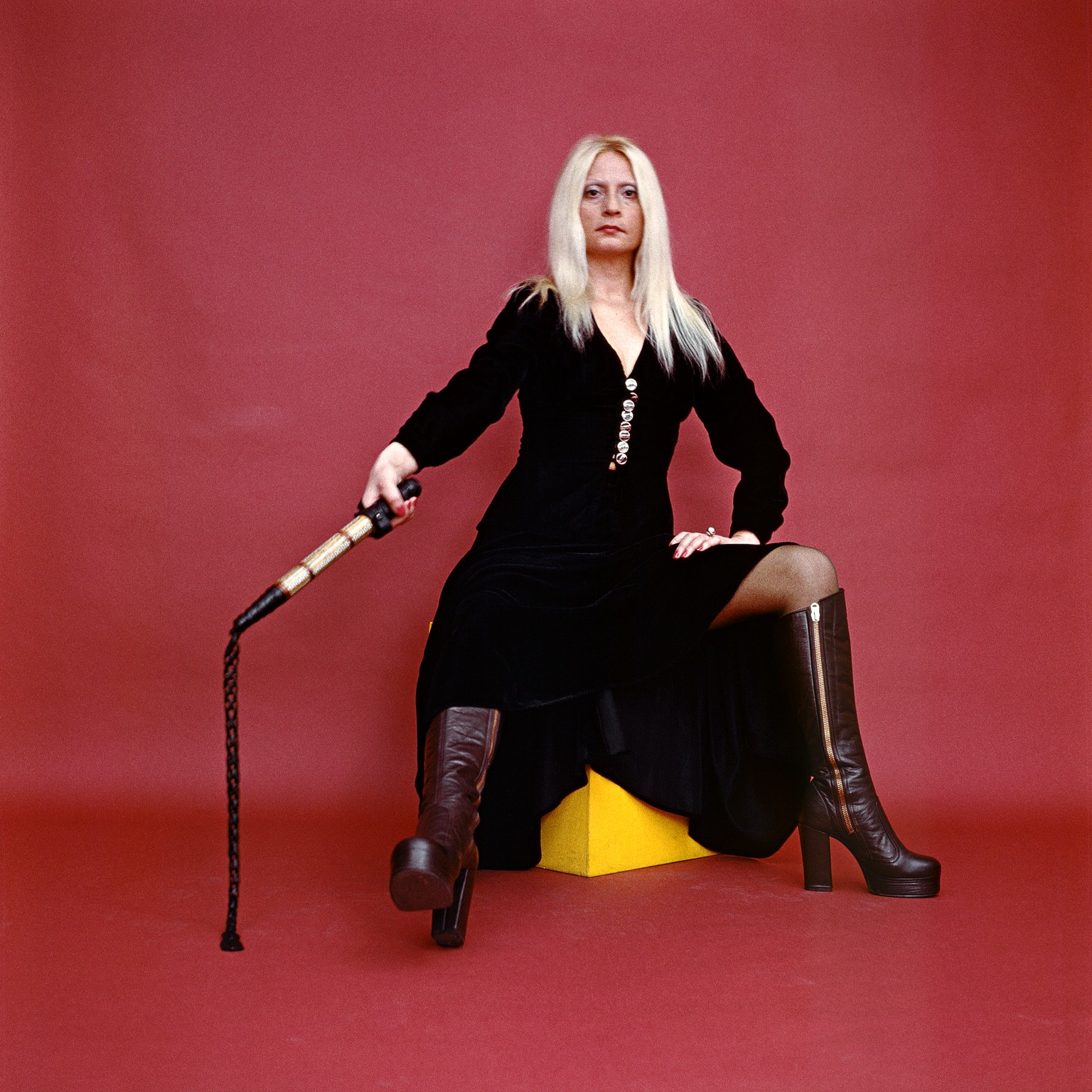
Natalia LL (1937–2022), intermediální a konceptuální umělkyně

- Natalia LL (1937–2022), intermediální a konceptuální umělkyně, zabývala se grafikou a malbou, od 70. let také performancí, experimentálním filmem, videem, instalacemi, fotografií a sochařstvím
- Aleksandra Laska (* 1952)
- Anna Liminowiczová (* 1979), reportérka, zajímá se o sociální otázky
- Anna Lisiewicz-Grundlandová (1934–2002)
- Zofia Lubczyńska (1938–2008)

## Ł
- Izabela Łapińska (* 1972)
- Katarzyna Łata (* 1973)
- Danuta Łomaczewska‎ (1928–2009)
- Anna Łośová (1958–2018), fotografka a fotoreportérka, Gazeta Wyborcza, Newsweek Polska, Przekrój, Polityka, Marie Claire
- Krystyna Łyczywek‎ (1920–2021), romanistka, překladatelka francouzské literatury, novinářka, fotografka

## M
- Małgorzata Malicka (* 1959)

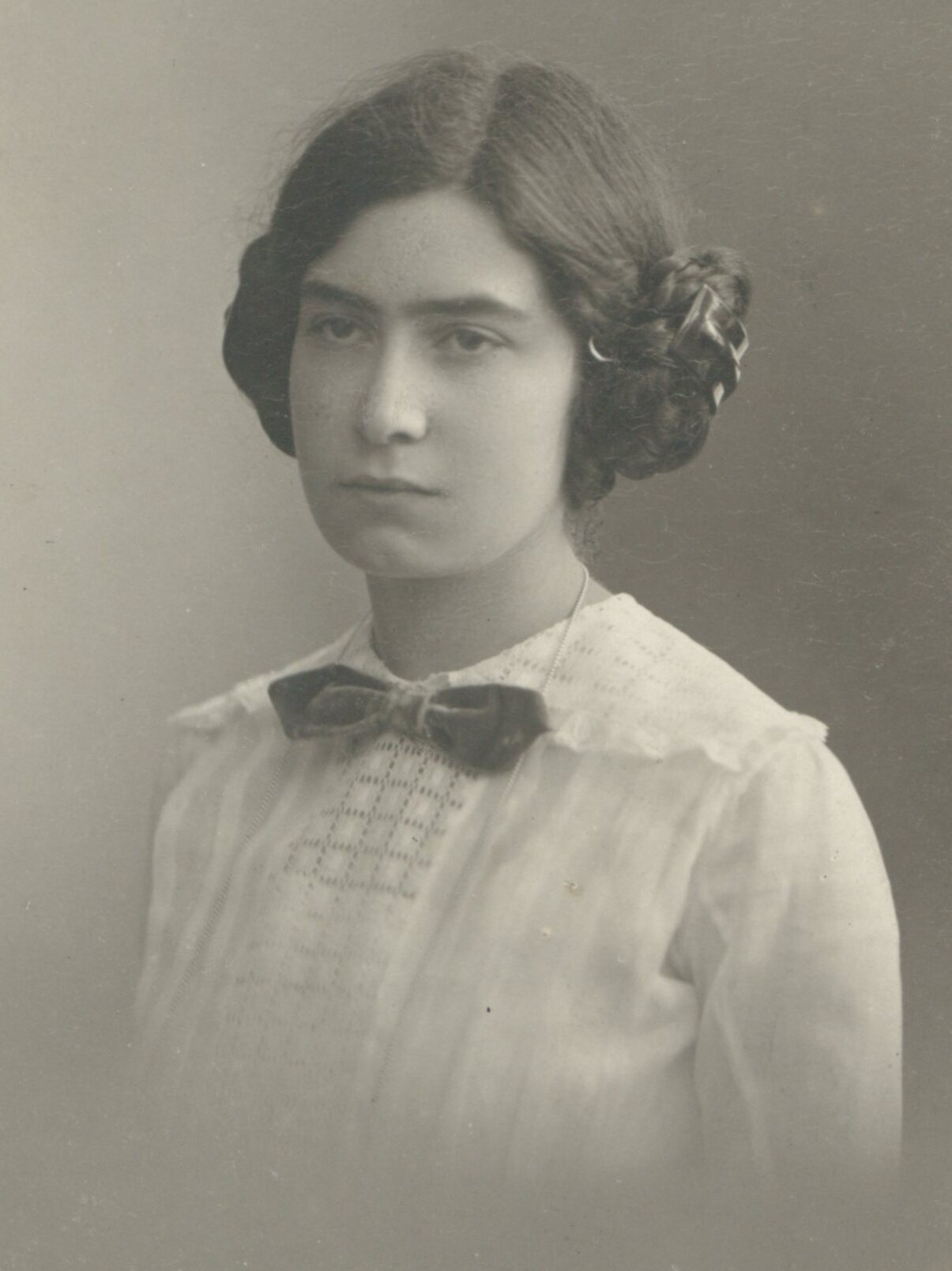
Janina Mierzecka‎ (1896–1987), fotografka a grafička

- Rose Mandelová (1910–2002), polsko-americká fotografka, hlavní fotografka uměleckého oddělení na Kalifornské univerzitě, získala Guggenheimovo stipendium
- Jolanta Marcolla (* 1950)
- Justyna Mielnikiewicz (* 1973)
- Janina Mierzecka‎ (1896–1987), fotografka a grafička, portréty, dokumentovala architekturu (také v Československu), provozovala ateliéry, pracovala v Muzeu uměleckého průmyslu ve Lvově, její dcera je Aleksandra Mierzecka-Garlicka
- Aleksandra Mierzecka-Garlicka (1933–2012), umělkyně, fotografka, historička fotografie, kurátorka fotografických výstav a publicistka, členka Svazu polských uměleckých fotografů, Polské fotografické společnosti a zakládající členka Svazu historiků fotografie, její matka je Janina Mierzecka‎
- Bożena Michaliková (1907–1995), umělkyně a fotografka poctěná čestnými tituly Artiste FIAP (AFIAP) a Excellence FIAP (EFIAP), piktorialismus (30. léta) přes mikro a makro fotografii a abstrakce v 50. letech. 20. století ke kreativní fotografii. Vytvořila novou fotografickou techniku zvanou „inverze“.
- Anna Michalak-Pawłowska (* 1962), fotografka, kulturní animátorka, divadelní expertka a akademická pedagožka
- Renata Michalczyková (* ?)
- Maria Michałowska‎ (1925–2018)
- Janina Mokrzycka (1911–2006), umělkyně a fotografka, předsedkyně Svazu polských uměleckých fotografů, vlastní fotografický ateliér v Katovicích, Nowém Targu, Varšavě a kanadském Torontu, fotografie aktů, portrétů a květin
- Magdalena Moskwa (* 1967), výtvarnice, zabývá se malbou, fotografií, vyšíváním, tvoří předměty – oděvy v podobě soch a uměleckých předmětů
- Joanna Mrówka (* 1975)
- Anna Musiałówna (* 1948), baletní tanečnice, sociální (sociologická) fotografka , fotoreportérka , kurátorka výstav, známá svými reportážemi představujícími alternativu k propagandě Polské lidové republiky (včetně "Minus jeden" v týdeníku "itd." v roce 1976 o potratech) , nositelka cen v oboru novinářské fotografie.

## N
- Zofia Nasierowska‎ (1938–2011), umělkyně, spisovatelka a fotografka, specializující se na portrétní fotografii, krajinu, reportáže

## O

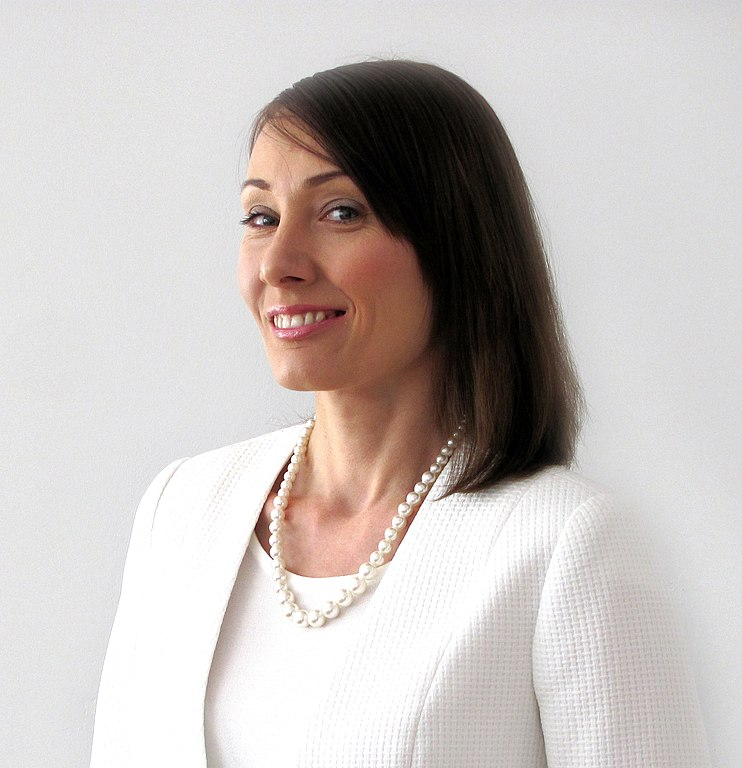
Anna Owczarz-Dadan‎ (* 1979)

- Anna Owczarz-Dadan‎ (* 1979), grafická designérka, nakladatelka, fotografka, autorka více než 30 knih o počítačové grafice a fotografii, lektorka specializující se mimo jiné na Adobe Photoshop
- Agata Osika-Kucharska (* 1964)

## P
- Barbara Panek-Sarnowska (* 1973)
- Agnieszka Pajączkowska‎ (* 1986)
- Pamela Palma Zapata‎ (* 1972)
- Agata Pankiewicz‎ (* 1962)

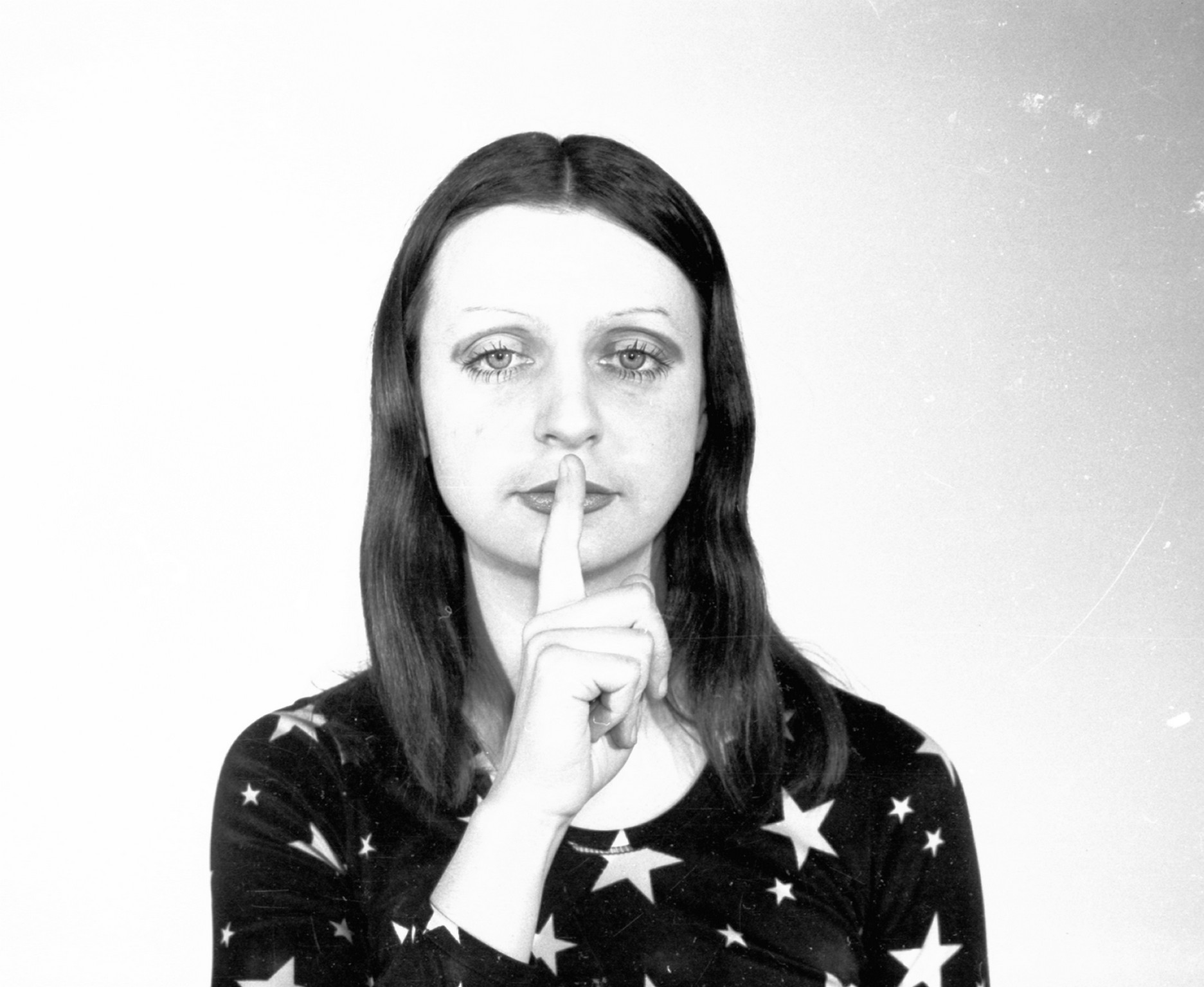
Ewa Partum‎ je současná a konceptuální umělkyně a fotografka; zabývá se kaligramem, performancemi, mail artem, fotografií a videem; od roku 1983 žije a pracuje v Berlíně

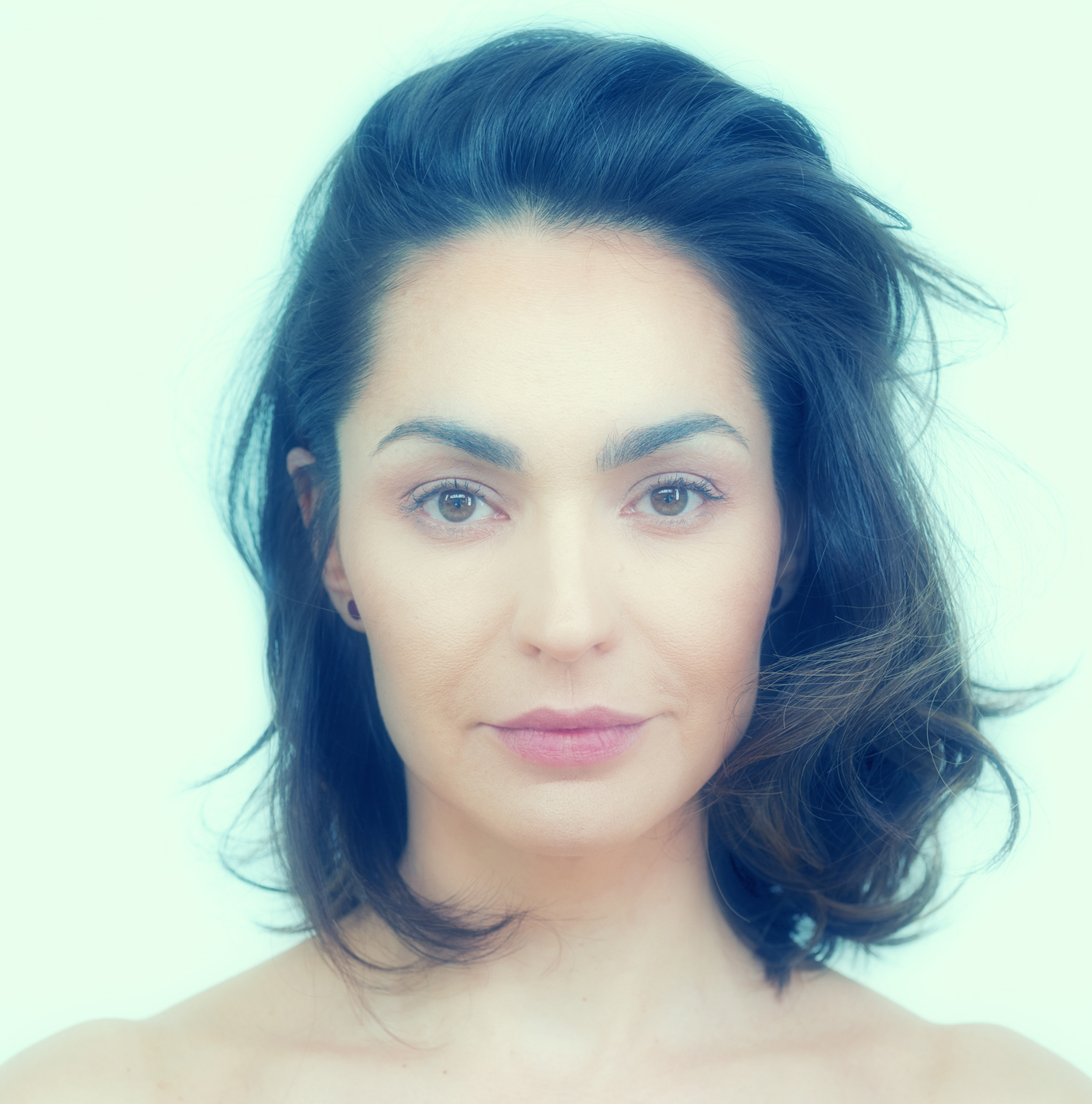
Tamara Pieńko‎ (* 1977)

- Ewa Partum‎ (* 1945), současná a konceptuální umělkyně a fotografka; zabývá se kaligramem, performancemi, mail artem, fotografií a videem; od roku 1983 žije a pracuje v Berlíně
- Janina Peikert (* 1944)
- Nata Piaskowski (1912–2004), polsko-americká fotografka, krajiny, portréty
- Tamara Pieńko‎ (* 1977), výtvarnice, fotografka, portrétistka, projekty společenského a vzdělávacího charakteru, zkoumání ženských emocí a jejich konfrontaci s nahotou
- Anna Pietuszko-Wdowińska (* 1959), editorka novinářských fotografií, fotografka a lektorka
- Anna Teresa Pietraszek (* 1951)
- Joanna Piotrowska (* 1985)
- Julia Pirotte (1908–2000), fotoreportérka známá svou prací v Marseille během 2. světové války, dokumentovala francouzský odpor a důsledky Kieleckého pogromu z roku 1946
- Beata Podwysocka (* ?)
- Barbara Polakowska (* ?)
- Lidia Popiel‎ (* 1959), fotografka a bývalá modelka
- Alicja Przybyszowska (* ?)
- Mariola Przyjemska (* 1963)

## R

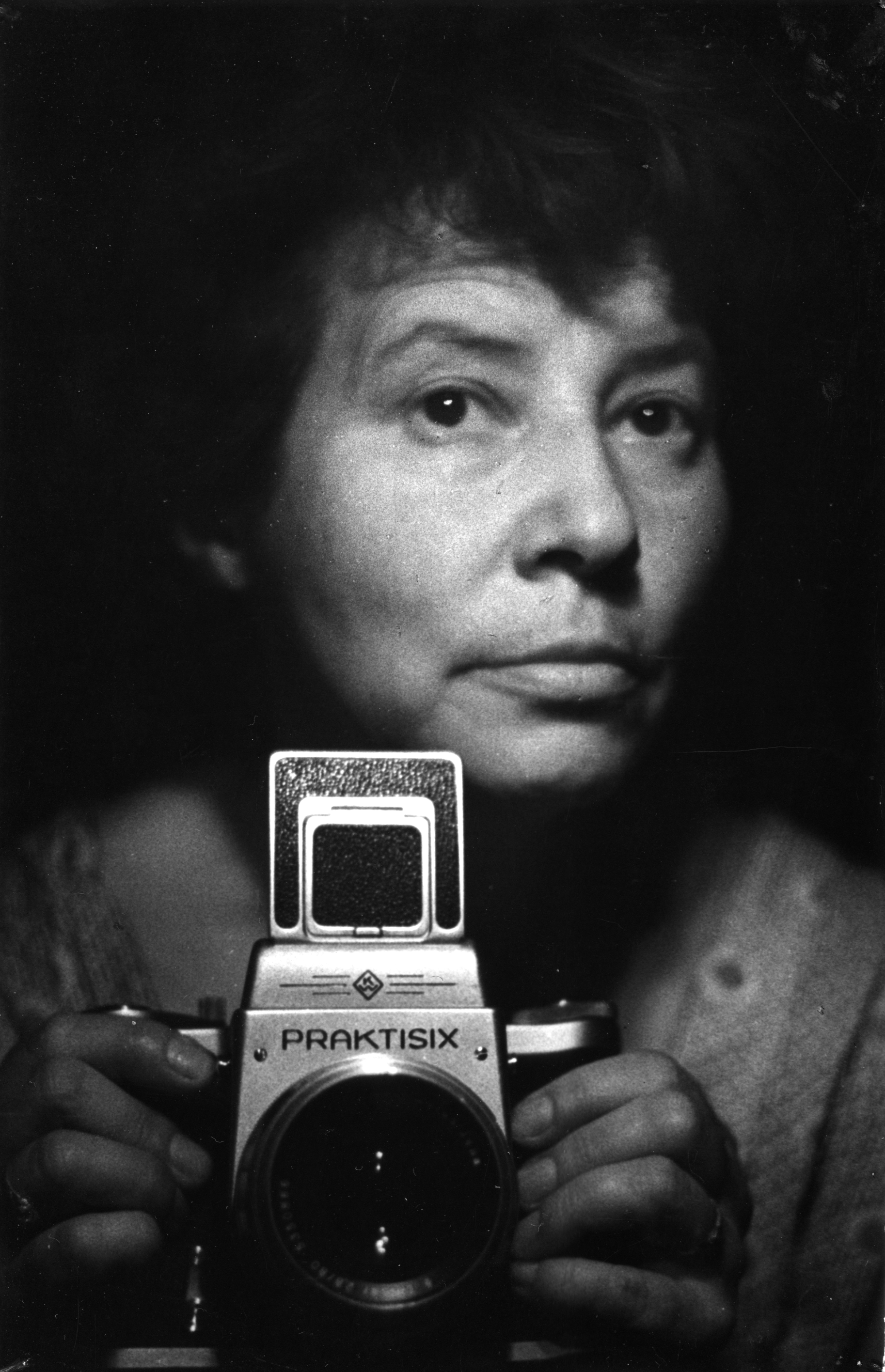
Zofia Rydet (1911–1997)

- Danuta Rago (1934–2000), fotoreportérka, novinářka, umělecká fotografka; specializovala se na portrétní fotografii, černobílé snímky bez použití dodatečného světla a osoby v přirozeném osvětlení
- Eva Rubinsteinová (* 1933), polsko-americká fotografka, intimní pohledy na lidi a (často prázdné) interiéry
- Zofia Rydet (1911–1997)
- Joanna Maria Rybczynska‎ (* 1960), malířka a fotografka
- Jolanta Rycerska‎ (* 1974)

## S

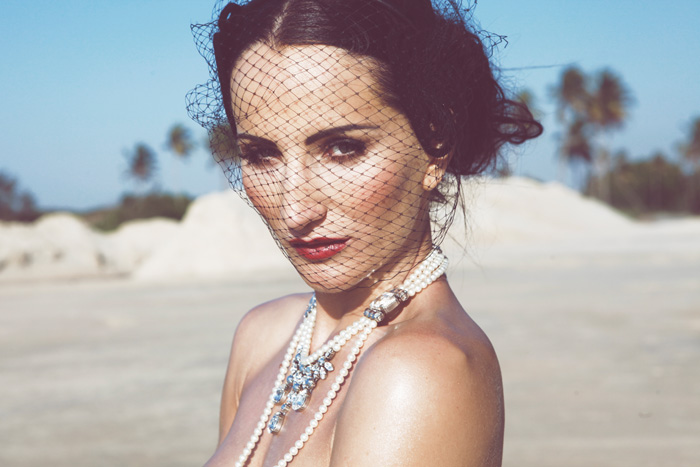
Justyna Steczkowska (* 1972), zpěvačka pop music, věnuje se také herectví a fotografii

- Agnieszka Sadowska (* 1962) fotografka a fotoreportérka, dokumentuje společenské a kulturní dění na Podlasí
- Katarzyna Sagatowska‎ (* 1973)
- Faye Schulman (1919–2021), fotografka a partyzánka
- Joanna Sidorowiczová (* ?; aktivní od roku 2003), umělkyně a fotografka, členka a umělkyně Fotoklubu Polské republiky, fotografie architektury (převážně v Čenstochové), krajinářská fotografie, portrétní fotografie a dírková fotografie, židovská kultura
- Margit Sielska-Reich (1900–1980), polsko-ukrajinská malířka a fotografka
- Ewa Sierokosz‎ (* 1950)
- Karolina Skorek (* 1985)
- Maja Sokołowska (1951), sportovní fotoreportérka a studiová fotografka, v letech 1972–1991 pracovala v ilustrovaném časopise Sportowiec, členka Sdružení polských uměleckých fotografů
- Monika Stachnik-Czapla (?)
- Lotte Stam-Beese (1903–1988), německá fotografka, architektka a urbanistka. Podílela se na rekonstrukci Rotterdamu po druhé světové válce.
- Justyna Steczkowska (* 1972), zpěvačka pop music, věnuje se také herectví a fotografii
- Irena Strzemieczna (1909–1993), výtvarnice a fotografka, členka lodžského okresu Svazu polských uměleckých fotografů, spoluzakladatelka a prezidentka správní rady delegace ZPAF v Lodži, členka Polské fotografické společnosti a spoluzakladatelka lodžské pobočky PFS
- Katarzyna Szczodrowska (* 1975), malířka, umělkyně a fotografka
- Jadwiga Szopieraj (1908–1975), průkopnice profesionální fotografie v meziválečném období v polské Bydhošti
- Ilona Szwarc (* 1984), aktivní v Los Angeles

## T
- Krystyna Tomaszuk‎ová (* ?)
- Teresa Tyszkiewiczová‎ (1953–2020), umělkyně, autorka krátkých filmů, působící v oblasti fotografie, kresby, performance a malby. Vytvářela také prostorové objekty a sochy. Jejím manželem byl umělec Zdzisław Sosnowski.

## W
- Maria Wołyńska (1927–2004), umělecká fotografka, členka Svazu polských uměleckých fotografů

## Z
- Stanisława Zacharko (* 1958)

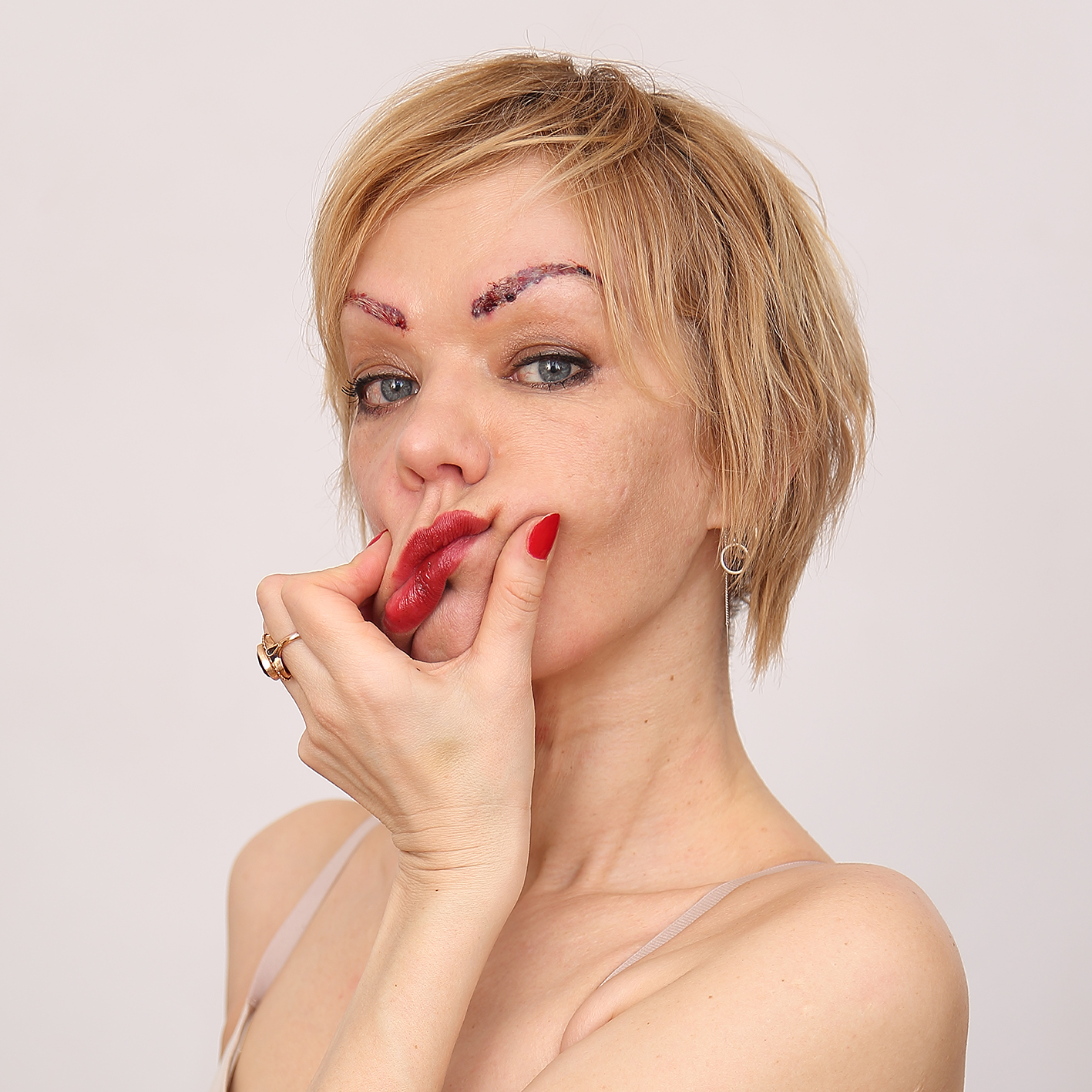
Agata Zbylutová (* 1974)

- Joanna Zastróżna (* 1972), fotografka a filmařka
- Agata Zbylutová (* 1974), výtvarná umělkyně , multimediální umělkyně, fotografka, kurátorka výstav, akademická pedagožka, přednášející na Akademii umění ve Štětíně a feministka
- Bolesława Zdanowska (1908–1982)
- Zofia Zwolińska (1909–1998), umělecká fotografka, oceněná titulem Artiste FIAP (AFIAP)
- Magdalena Żołędź (* 1989), výtvarná umělkyně, teoretička umění, fotografka